# Anuga perconstricta
Anuga perconstricta är en fjärilsart som beskrevs av Kobes 1983. Anuga perconstricta ingår i släktet Anuga och familjen nattflyn. Inga underarter finns listade i Catalogue of Life.